# نوا پوننته
نوا پوننته (به ایتالیایی: Nova Ponente) یک منطقهٔ مسکونی در ایتالیا است که در تیرول جنوبی واقع شده‌است.

## خصوصیات
نوا پوننته ۱۱۲٫۰ کیلومترمربع مساحت و ۳٬۸۹۸ نفر جمعیت دارد.